# Abidjan
Abidjan is de grootste en belangrijkste stad van Ivoorkust en was tot 1983 de hoofdstad. Abidjan is ook een autonoom district. Het is tevens de belangrijkste havenstad van dat land; Abidjan is gelegen aan de Golf van Guinee. De bevolking van de stad wordt geschat op 4.707.000 inwoners (2014). In 2021 bedroeg de bevolking naar schatting 5.616.000.

## Geschiedenis
Abidjan begon als kleine vissersplaats aan de Lagune van Ébrié. In 1898 kreeg Abidjan het statuut van dorp en in 1903 van stad. In dat jaar werd er door de Franse koloniale overheid begonnen met het dreggen van een vaarroute om de haven met de oceaan te verbinden. Dit project moest na twee jaar worden opgegeven. In 1912 werd als alternatief het graven van een kanaal voorgesteld, maar de graafwerken werden gestaakt bij het begin van de Eerste Wereldoorlog. In 1934 werd de stad de hoofdstad van de Franse kolonie Ivoorkust in plaats van het naburige Bingerville. Om de economische ontwikkeling en de export te bevorderen werden nieuwe plannen gemaakt voor een kanaal. Want de afhankelijkheid van de zeehaven van Port-Bouët aan de andere kant van de lagune remde de economische ontwikkeling van de stad. In 1935 werd begonnen met het graven van het Vridi-kanaal. Dit kanaal werd tussen 200 en 370 meter breed, 2,7 km lang en 11 tot 15 meter diep. Na een onderbreking tijdens de Tweede Wereldoorlog werd het kanaal voltooid in 1950. Zo werd de haven verbonden met de Golf van Guinee. Abidjan is sindsdien de belangrijkste haven van het land en is ook belangrijk voor de doorvoerhaven voor Burkina Faso, door de spoorverbinding met Ouagadougou. Het treinstation werd geopend in 1904.
De stad groeide explosief van 65.000 inwoners in 1950 tot de miljoenenstad van nu. De Franse koloniale overheid voerde vanaf 1952 een urbanisatieplan uit (het Badaniplan): de stadsdelen Marcory, Treichville, Adjamé en Cocody werden ontwikkeld voor bewoning en de stadsdelen Petit-Bassam, Vridi en de westelijke oever van de baai van de Banco voor industriële ontwikkeling. In 1960 volgde het SETAP-plan, waarbij de stad werd uitgebreid op de oost-west-as, langs de Lagune van Ébrié. Door de grote toestroom aan migranten is er een geordende urbanisatie echter niet geslaagd en ontstonden in Abobo en in het noorden van de stad nieuwe woonwijken. In 1983 werd Yamoussoukro door Felix Houphouet-Boigny tot nieuwe hoofdstad van het land verklaard, maar de meeste overheidsgebouwen en ambassades bevinden zich nog steeds in Abidjan.

## Economie
De belangrijkste industrieën produceren hout, textiel en levensmiddelen, waaronder koffie. Er is ook een grote olieraffinaderij. Abidjan is de belangrijkste handelshaven van Franstalig West-Afrika.  Vanuit de haven worden onder andere landbouwproducten en mangaan ge-exporteerd. Abidjan heeft een belangrijke vissershaven met een visverwerkende nijverheid.
De stad is ook een belangrijk financieel en bestuurlijk centrum.
De nationale universiteit werd geopend in 1958 en ligt in het stadsdeel Cocody. Ook de nationale bibliotheek en talrijke wetenschappelijke onderzoeksinstellingen zijn gevestigd in Abidjan.
De internationale luchthaven ligt in Port-Bouët.

## Maatschappij

Stadsdelen van Abdidjan

In de stad zijn nog veel Fransen aanwezig die vaak belangrijke posten in het bedrijfsleven bezetten. De Europese bevolking woont op een schiereiland maar de Afrikaanse bevolking woont dicht opeen in de stadsdelen Treichville en Adjame van reusachtige omvang. Het Frans is een belangrijke taal in de stad en Abidjan is na Parijs en Kinshasa de op twee na grootste stad ter wereld waar Frans gesproken wordt.
Het grote Hôtel Ivoire bevat een casino, bioscoopzalen, bowlingbanen en een ijspiste.
Twee bruggen, waarvan de oudste werd geopend in 1958, verbinden het eiland Petit-Bassam in de lagune met het vasteland.
Abidjan bestaat uit de volgende stadsdelen, die het statuut van autonome gemeenten hebben:
- Le Plateau
- Abobo
- Adjamé
- Attécoubé
- Cocody
- Koumassi
- Marcory
- Port-Bouët
- Treichville
- Yopougon

## Bekende inwoners van Abidjan

### Geboren
- Paulin Hountondji (1942-2024), Benins filosoof
- Patrick Jusseaume (1951–2017), Frans stripauteur
- Basile Boli (1967), Frans voetballer en sportpresentator
- Didier Drogba (1978), voetballer
- Barry Boubacar Copa (1979), voetballer
- Aruna Dindane (1980), voetballer
- Olivier Kapo (1980), voetballer
- Katell Quillévéré (1980), filmregisseuse
- Didier Zokora (1980), voetballer
- Kanga Akalé (1981), voetballer
- Leslie Djhone (1981), Frans sprinter
- Abdul Kader Keïta (1981), voetballer
- Bakari Koné (1981), voetballer
- Arthur Boka (1982), voetballer
- Igor Lolo (1982), voetballer
- Siaka Tiéné (1982), voetballer
- Gilles Yapi Yapo (1982), voetballer
- Emmanuel Eboué (1983), voetballer
- Christian N'Dri Romaric (1983), voetballer
- Alain Koudou (1984), voetballer
- Flavien Le Postollec (1984), Frans voetballer
- Alexandre Tokpa (1985), voetballer
- Murielle Ahouré (1987), sprintster
- Johan Djourou (1987), Zwitsers voetballer
- Wilfried Bony (1988), voetballer
- Sékou Sanogo (1989), voetballer
- Ismaël Diomandé (1992), voetballer
- Cheick Doukouré (1992), voetballer
- Wilfried Zaha (1992), Engels voetballer
- Sayouba Mandé (1993), voetballer
- Souleymane Coulibaly (1994), voetballer
- Ruth Gbagbi (1994), taekwondoka
- Chris Bedia (1996), voetballer
- Angelo Fulgini (1996), Frans voetballer
- Eboue Kouassi (1997), voetballer
- Yann Karamoh (1998), Frans voetballer
- Marc Guéhi (2000), Engels voetballer
- Hamed Junior Traorè (2000), voetballer
- Amad Diallo (2002), voetballer
- Adamo Nagalo (2002), Burkinees-Ivoriaans voetballer
- Ousmane Diomandé (2003), voetballer
- Yan Diomande (2006), voetballer

## Galerij

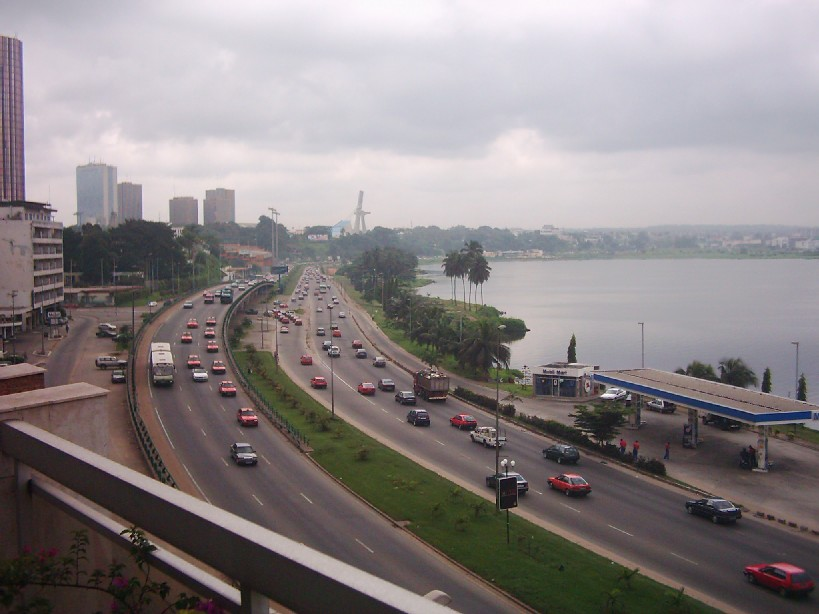
Le Plateau en de Lagune van Ébrié
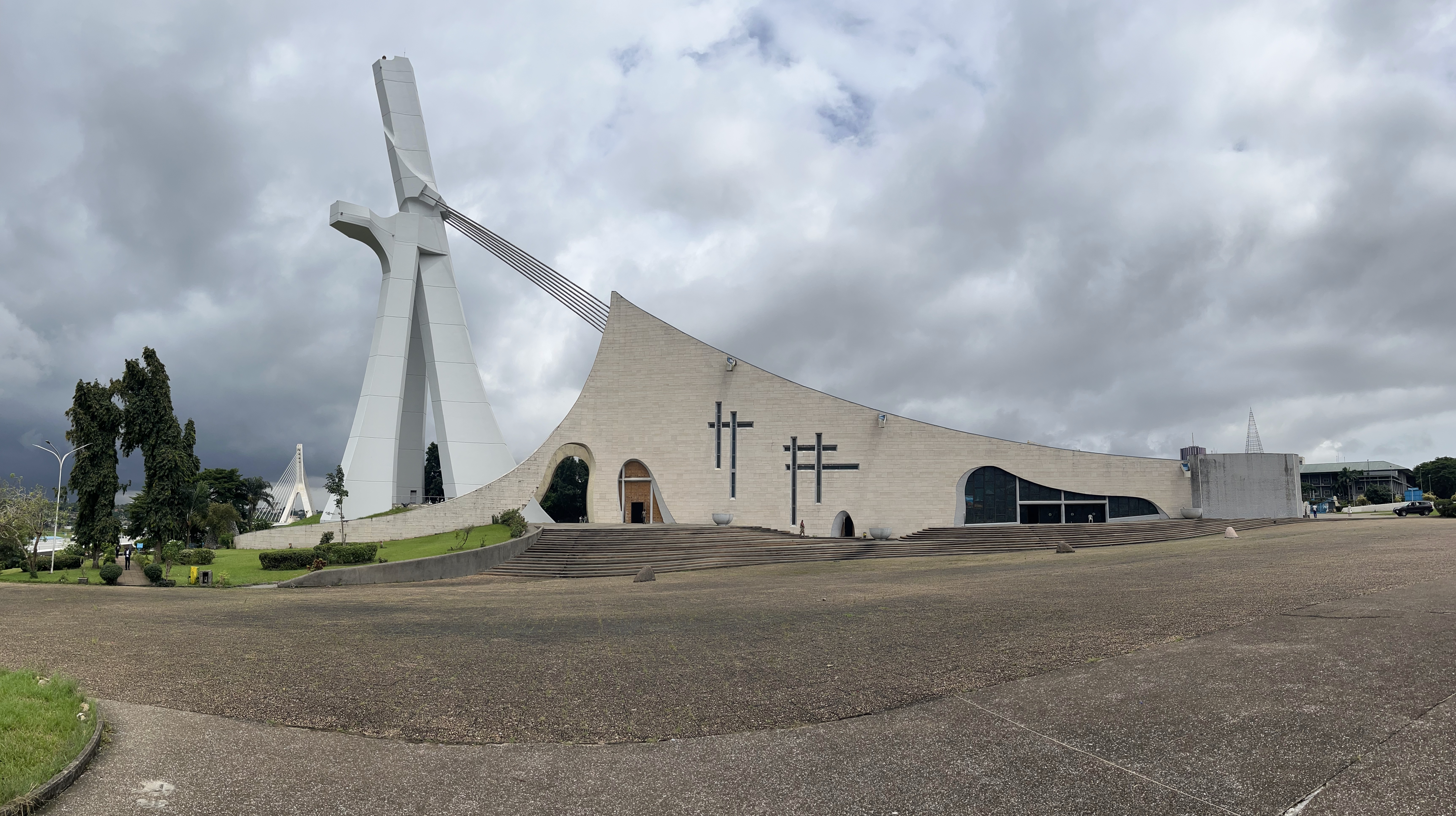
Kathedraal Saint-Paul (Le Plateau)
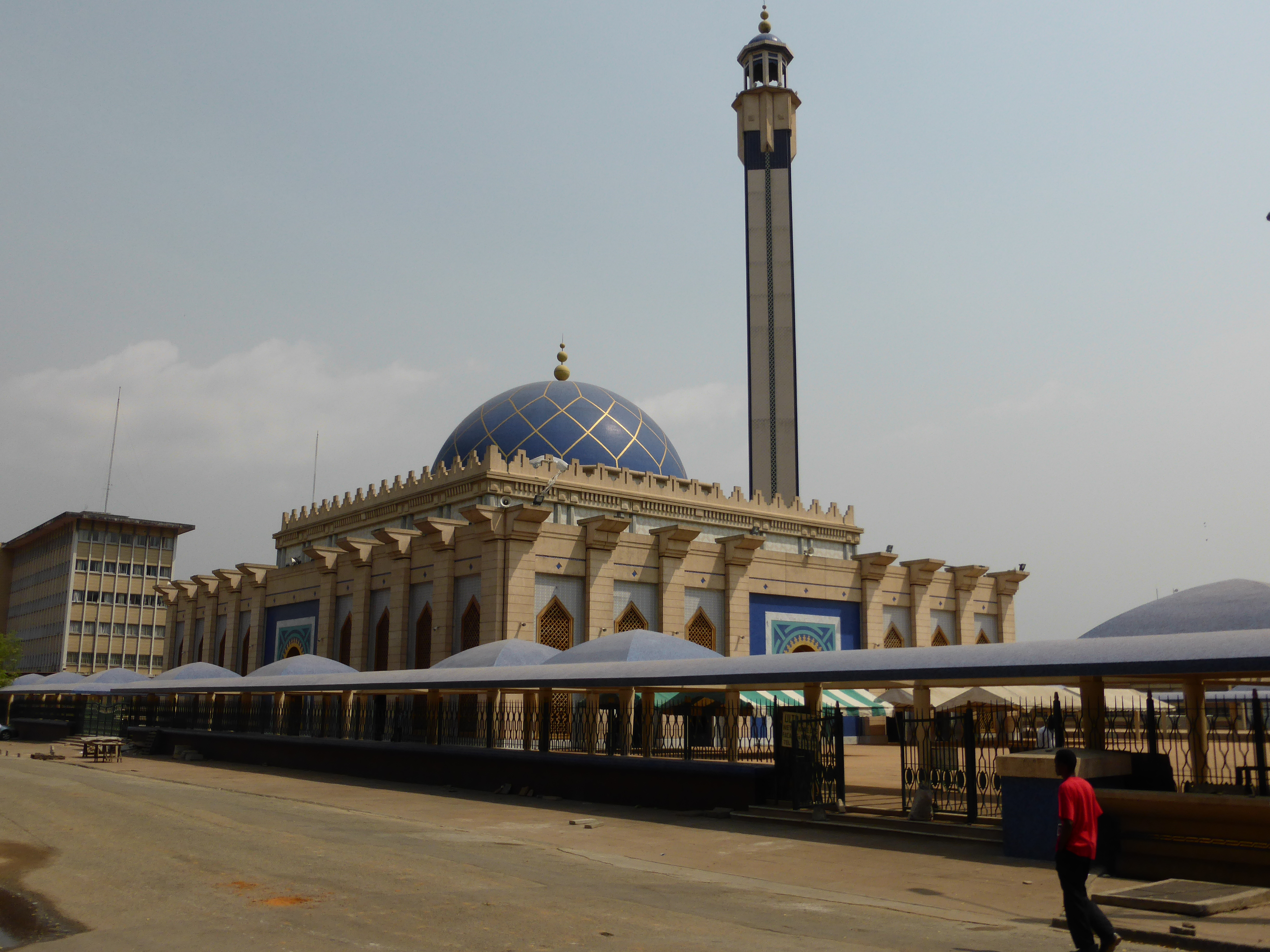
Grote moskee
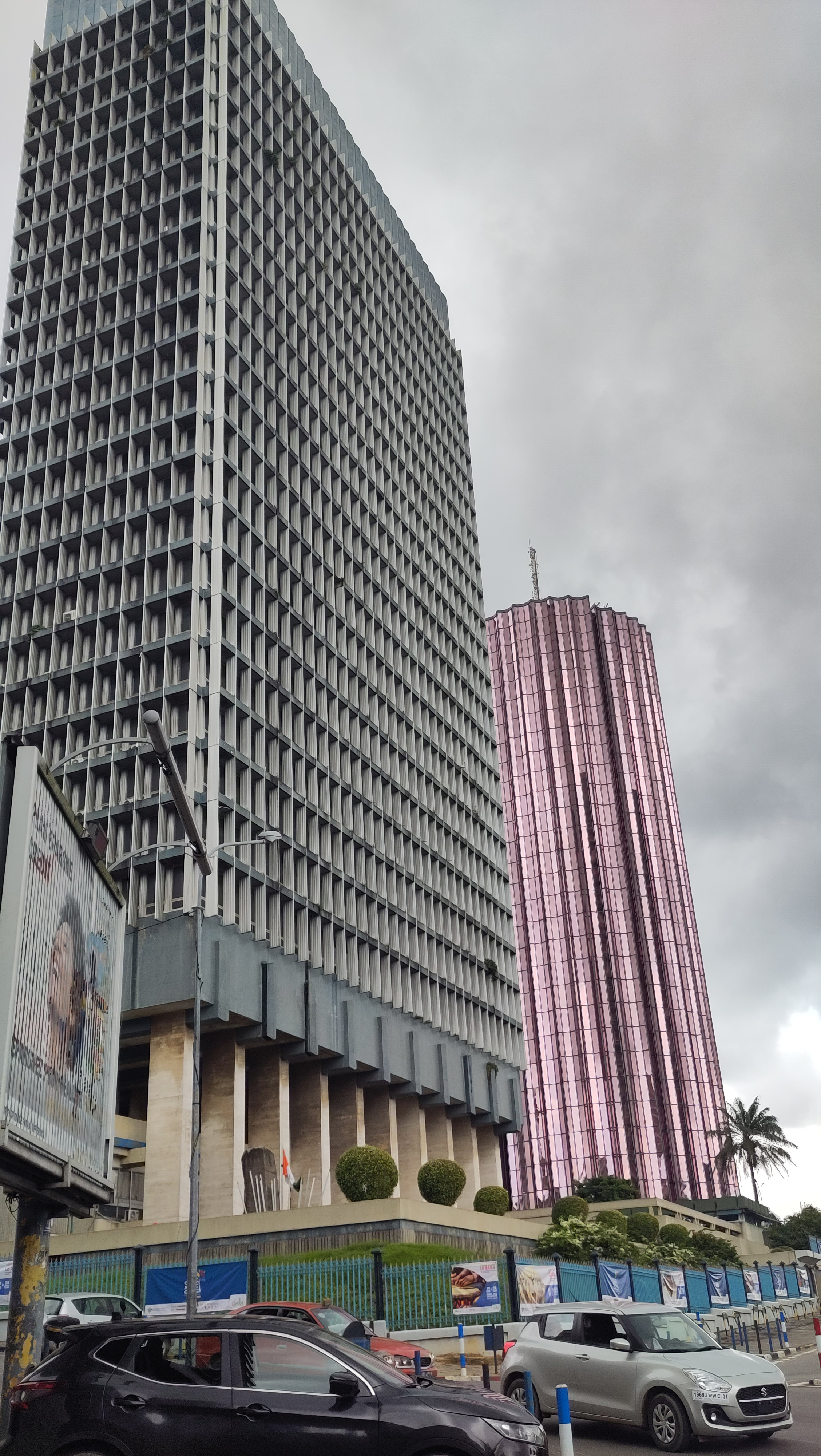
Tour SAICA en Tour Postel